# Ickey Woods
Elbert L. Woods, detto Ickey (Fresno, 28 febbraio 1966), è un ex giocatore di football americano statunitense che ha militato nel ruolo di running back nella National Football League (NFL). È noto in particolare per la sua danza di festeggiamento nella end zone chiamata "Ickey Shuffle" ogni volta che segnava un touchdown. Dopo una stagione da rookie di alto livello, in cui si piazzò secondo nella NFL con 15 marcature su corsa, fu tartassato dagli infortuni, venendo costretto al ritiro dopo quattro stagioni.

## Carriera
Woods fu scelto dai Cincinnati Bengals nel corso del secondo giro (31º assoluto) del Draft NFL 1988. Si impose come una stella nella sua stagione da rookie, stabilendo i record di franchigia per un debuttante di 1.066 yard corse (in seguito seguito superato da Corey Dillon), 15 touchdown e guidando la NFL con 5,3 yard per possesso. Nei playoff di quell'anno corse 228 yard e 3 touchdown con i Bengals che giunsero fino al Super Bowl XXIII. La sua squadra perse per 20-16 contro i San Francisco 49ers ma Woods fu il miglior corridore dell'incontro con 79 yard.
Nel 1989 Woods si ruppe il legamento crociato anteriore nella seconda gara della stagione, una vittoria per 41-10 sui Pittsburgh Steelers. Saltò 13 mesi e, al momento del suo ritorno, il ruolo di titolare era stato preso da Harold Green.
Nel 1991 Woods si infortunò al ginocchio destro nella pre-stagione. Fece ritorno a metà stagione ma corse solo 97 yard su 36 possessi. Si ritirò dal football all'età di 26 anni.

## Palmarès

### Franchigia
- American Football Conference Championship: 1

Cincinnati Bengals: 1988

### Individuale
- Second-team All-Pro: 1

1988
- PFWA All-Rookie Team - 1988